# 三菱電機ソフトウエア
三菱電機ソフトウエア株式会社（みつびしでんきソフトウエア、略称：MESW）は、三菱電機グループに属するソフトウェア開発企業である。 

## 概要
三菱電機株式会社の連結子会社であり、2022年4月1日に三菱電機グループのソフトウェア設計会社6社が経営統合して発足。2023年4月1日に同グループの三菱電機インフォメーションネットワーク株式会社のエンジニアリングソリューション事業を統合。
三菱電機グループのソフトウェア技術の中核を担う企業としてスタート。
公共・エネルギー、宇宙・通信、防衛システム、FA・産業メカトロニクス、自動車機器、ビル、空調・冷熱、映像、セキュリティー、ライフサイエンス、組込ソリューションの11の事業分野においてソフトウェア開発を行う。

## 沿革
- 2022年4月1日 - 三菱スペース・ソフトウエア株式会社が三菱電機コントロールソフトウェア株式会社、三菱電機マイコン機器ソフトウエア株式会社、三菱電機メカトロニクスソフトウエア株式会社、日本アドバンス・テクノロジー株式会社、メルコ・パワー・システムズ株式会社を合併し、商号を三菱電機ソフトウエア株式会社に変更[1][2]
- 2023年 - 三菱電機インフォメーションネットワーク株式会社のエンジニアリングソリューション事業を統合[3]

## 主要事業分野

### 公共・エネルギー
公共システム、防災・環境システム、社会インフラシステム、交通システム、電力システム

### 宇宙・通信
ロケット・宇宙機・人工衛星、構造・熱・軌道解析、衛星通信システム、キャリヤ系通信システム/交通系通信システム、航空システム

### 防衛システム
情報処理システム、レーダー関連

### FA・産業メカトロニクス
FAトータルソリューション、FAソフトウエア開発、FAパッケージソフトウエア

### 自動車機器
カーエレクトロニクス

### ビル
ビルインテリジェント

### 空調・冷熱
センシング技術／インバータ制御技術

### 映像
映像システム

### セキュリティ―
情報セキュリティー

### ライフサイエンス
ライフサイエンス

### 組込ソリューション
回路設計

## 事業所
- 名古屋事業所 札幌事務所（札幌市）
- つくば事業所（つくば市）
- 横浜事業所（横浜市）
- 鎌倉事業所（鎌倉市）
- 湘南事業所（鎌倉市）
- 静岡事業所（静岡市）
- 名古屋事業所（名古屋市）
- 稲沢事業所（稲沢市）
- 静岡事業所 京都支所（長岡京市）
- 大阪事務所（大阪市）
- 神戸事業所（神戸市）
- 伊丹事業所（尼崎市）
- トータルソリューション事業所（神戸市）
- 姫路事業所（姫路市）
- 三田事業所（三田市）
- 通信機事業所（尼崎市）
- 和歌山事業所（和歌山市）
- 福岡事務所（福岡市）
- トータルソリューション事業所 長崎支所（長崎市）